# Franziska Brauße
Franziska Brauße (ur. 20 listopada 1998 w Metzingen) – niemiecka kolarka szosowa i torowa, mistrzyni olimpijska (2020), wielokrotna medalistka mistrzostw świata i Europy.

## Kariera
Pierwszy sukces w karierze osiągnęła w 2013 roku, kiedy zdobyła srebrny medal w drużynowym wyścigu na dochodzenie podczas mistrzostw Niemiec juniorów. W 2017 roku zdobyła brązowy medal w tej samej konkurencji na mistrzostwach Europy juniorów U-23. W 2018 roku zdobyła srebro w omnium i brąz w drużynowym wyścigu na dochodzenie na mistrzostwach Europy U-23, a na rozgrywanych rok później mistrzostwach Europy w Apeldoorn zdobyła pierwsze medale wśród seniorek, zajmując złoto w indywidualnym i srebro w drużynowym wyścigu na dochodzenie. W tych samych konkurencjach zajmowała trzecie miejsce podczas mistrzostw świata w Berlinie w 2020 roku oraz pierwsze drużynowo i drugie indywidualnie mistrzostw świata w Roubaix rok później. Na mistrzostwach świata w Yvelines w 2022 roku zwyciężyła w indywidualnym wyścigu na dochodzenie.
Zdobyła również złoto w drużynowym wyścigu na dochodzenie na igrzyskach olimpijskich w Tokio w 2020 roku. Na tej samej imprezie była dwunasta w madisonie.